# Carl-Alfred Schumacher
Carl-Alfred Schumacher, mitunter Karl-August genannt, (* 19. Februar 1896 in Rheine; † 22. Mai 1967 in Bad Godesberg) war ein deutscher Offizier, zuletzt Generalmajor der Luftwaffe im Zweiten Weltkrieg. Nach dem Krieg war er Politiker und Parteimitglied der GB/BHE DP und CDU und als solcher Mitglied des Niedersächsischen Landtages.

## Leben

### Jugend und Ausbildung
Schumacher wurde am 19. Februar 1896 in Rheine/Westfalen geboren. Von 1902 bis 1905 besuchte er die Vorschule und anschließend ein Realgymnasium, wo er das Abitur erwarb.

### Erster Weltkrieg
Unmittelbar nach Ausbruch des Ersten Weltkriegs trat Schumacher am 10. August 1914 als Freiwilliger in das 1. Westfälische Feldartillerie-Regiment Nr. 7 ein. Anschließend erfolgte von Februar bis Dezember 1915 seine Verwendung im Kleveschen Feldartillerie-Regiment Nr. 43. Anfang Januar 1916 wechselte Schumacher zur Kaiserlichen Marine. Dort erhielt er eine seemännische Ausbildung, die er als Fähnrich zur See Mitte Juli 1917 beendete. Anschließend erhielt Schumacher bis Oktober 1917 bei der I. Seefliegerabteilung eine Beobachter- und Funkausbildung. Nach dessen Abschluss flog er ab 12. Oktober 1917 als Beobachter und Flugzeugführer bei u. a. den Seefliegerstationen Wiek, Apenrade und Bug (I. Seefliegerabteilung). Hier erfolgte am 17. März 1918 seine Beförderung zum Leutnant zur See. Ende September 1918 wechselte Schumacher als Beobachtungsoffizier auf das Flugzeugmutterschiff Answald. Die letzten Kriegsmonate diente er bis November 1918 als Flugzeugführer bei der Groß-Flugzeugstaffel-Ostsee.

### Weimarer Republik
Nach dem Krieg diente Schumacher bis November 1919 als Flugzeugführer bei der Seefliegerstation Holtenau (Seefliegerabteilung der Ostsee, vormals I. Seefliegerabteilung). Am 22. November 1919 wurde er aus dem Wehrdienst entlassen und kehrte in das Zivilleben zurück. 1920 absolvierte Schumacher eine Ausbildung im kaufmännischen Bereich und arbeitete danach bis 1932 als kaufmännischer Angestellter im Ruhrgebiet in Handel und der Industrie. Am 1. November 1930 trat Schumacher der NSDAP bei (Mitgliedsnummer 345.013).

### Nationalsozialismus
Am 1. März 1933 wurde Schumacher, unter gleichzeitiger Ernennung zum Oberleutnant, für die im Aufbau befindliche Luftwaffe reaktiviert. Dort fand er, seit 1. Oktober 1933 im Rang eines Hauptmanns, bis Ende April 1934 Verwendung im Stab der Deutschen Verkehrsfliegerschule in Berlin. Nach einem Einsatz in der Inspektion der Fliegerschulen im Mai/Juni 1934 wurde Schumacher im Juli 1934 zur Flugzeugführerschule Land abkommandiert. Von Mitte Oktober bis Dezember 1934 absolvierte er einen Infanterie-Lehrgang auf dem Truppenübungsplatz Döberitz. Nach dessen Beendigung erfolgte am 15. Dezember 1934 seine Ernennung zum Kompaniechef bei der Fliegerabteilung 16 (See) in Holtenau. Am 1. August 1936 wurde Schumacher unter gleichzeitiger Beförderung zum Major zum Staffelkapitän beim Seefliegerhorst Jever ernannt; eine Stellung, die er anschließend bis Ende Juni 1938 bei der Jagdgruppe 136 in Pilsen ebenfalls innehatte. Im Juli 1938 stieg Schumacher zum Gruppenkommandeur im Jagdgeschwader 136 auf. Dort wurde er am 1. März 1939 zum Oberstleutnant befördert.

#### Zweiter Weltkrieg
Am 1. April 1939 wurde Schumacher zum Gruppenkommandeur der II. Gruppe des Jagdgeschwaders 77 ernannt; zugleich fungierte er in dieser Position als Fliegerhorst-Kommandant von Pilsen. Das Jagdgeschwader 77 nahm nach Ausbruch des Zweiten Weltkrieges am Deutschen Überfall auf Polen im Rahmen des Fliegerführers z.b.V. von Schlesien aus teil. Ende September 1939 wurde die II. Gruppe nach Nordholz verlegt. Im November 1939 erfolgte die weitere Verlegung nach Wangerooge, wo die Jagdfliegergruppe zum Schutz im Nordseeraum eingesetzt wurde.
Am 12. Dezember 1939 wurde Schumacher zum Kommodore des Jagdgeschwaders 1 ernannt. Das Geschwader befand sich zu diesem Zeitpunkt in der Aufstellung. In dieser Eigenschaft gelangen seinem Geschwader in der ersten Phase des Luftkrieges die Vorstöße der englischen Bomber auf das deutsche Küstengebiet abzuwehren. Insbesondere erlangte das Geschwader dabei Bedeutung im Luftgefecht über der Deutschen Bucht am 18. Dezember 1939. Das Geschwader war im Westfeldzug am äußersten rechten Flügel der deutschen Front in Holland eingesetzt. Von August 1940 bis Ende Juli 1941 fungierte Schumacher neben seinem Posten als Kommodore zusätzlich als Jagdfliegerführer Deutsche Bucht. In dieser Stellung erhielt Schumacher am 19. Juli 1940 seine Beförderung zum Oberst und am 21. Juli 1940 das Ritterkreuz des Eisernen Kreuzes verliehen.
Am 1. August 1941 wurde Schumacher zum Jagdfliegerführer Norwegen ernannt. Diesen Posten hatte er bis Ende April 1943 inne. Im Mai 1943 wurde Schumacher auf den Balkan versetzt. Dort übernahm er eine Stellung in der Ausbildung bei der rumänischen Luftwaffe und erhielt am 1. Januar 1944 seine Beförderung zum Generalmajor. Im April 1944 kehrte Schumacher nach Deutschland zurück, wo er im Stab des Luftgau-Kommandos XI in Hamburg Verwendung fand. Seine anschließenden Tätigkeiten von Oktober 1944 bis Ende Januar 1945 werden als „Sonderaufgaben“ deklariert. Am 30. Januar 1945 wurde Schumacher zum Chef des NS-Führungsstabes im Oberkommando der Luftwaffe im Reichsluftfahrtministerium ernannt; eine Funktion, die er bis Kriegsende innehatte. Insgesamt flog Schumacher etwa 160 Flugzeuge und erzielte drei Luftsiege. Am 8. Mai 1945 geriet er in US-amerikanische Kriegsgefangenschaft, aus der er am 1. April 1947 wieder entlassen wurde. Mit Entscheidung vom 26. August 1948 wurde Schumacher in die Kategorie V als entlastet entnazifiziert.

### Nachkriegsjahre und Politische Laufbahn
Nach seiner Freilassung ging Schumacher nach Jever. Dort arbeitete er von 1948 bis 1950 als Regierungsangestellter beim Regierungspräsidenten Aurich. Ab 1951 arbeitete er für die Wilhelmshavener Olympia-Werke AG. Vom 24. Oktober 1952 bis 5. Mai 1955 war er Mitglied des Niedersächsischen Landtages und Mitglied im Ausschuss für Aufbau und Siedlungswesen und später im Ausschuss für Jugendfragen in der 2. Wahlperiode sowie vom 24. September 1955 bis 5. Mai 1963 in der 3. und 4. Wahlperiode. Dort als Mitglied im Unterausschuss für Fragen des Beamtenrechts, als Mitglied im Ausschuss für Häfen und Fischerei und zuletzt Mitglied im Sonderausschuss Sturmflutkatastrophe sowie Mitglied im Ausschuss zur Wahl der Mitglieder des Landesrechnungshofes. Der Fraktion GB/BHE gehörte er bis 5. August 1958 an, ab 6. August 1958 der DP-Fraktion und schließlich ab 29. März 1962 der CDU-Fraktion.
Schumacher starb am 22. Mai 1967 in Bad Godesberg im Alter von 71 Jahren.